# Camaridium gomezianum
Camaridium gomezianum är en orkidéart som först beskrevs av John T. Atwood, och fick sitt nu gällande namn av Mario Alberto Blanco. Camaridium gomezianum ingår i släktet Camaridium och familjen orkidéer. Inga underarter finns listade i Catalogue of Life.